# Бренес Солорсано, Леопольдо Хосе
Леопольдо Хосе Бренес Солорсано (исп. Leopoldo José Brenes Solórzano; род. 7 марта 1949, Тикуантепе, Никарагуа) — никарагуанский кардинал. Титулярный епископ Матурбы и вспомогательный епископ Манагуа с 13 февраля 1988 по 2 ноября 1991. Епископ Матагальпы с 2 ноября 1991 по 12 марта 2005. Архиепископ Манагуа с 12 марта 2005. Кардинал-священник с титулом церкви Сан-Джоаккино-ай-Прати-ди-Кастелло с 22 февраля 2014.